# Jean-Maurice Bonneau
Jean-Maurice Bonneau (Vendée, 15 de mayo de 1959-Vendée, 18 de marzo de 2024) fue un jinete francés que compitió en la modalidad de salto ecuestre. Ganó una medalla de bronce en el Campeonato Europeo de Saltos Ecuestres de 1995, en la prueba por equipos.
Después de retirarse de la competición, se convirtió en entrenador de saltos, de la selección francesa entre 2000 y 2006 y de la selección brasileña entre 2011 y 2015.

## Palmarés internacional
| Campeonato Europeo | Campeonato Europeo | Campeonato Europeo | Campeonato Europeo |
| Año                | Lugar              | Medalla            | Categoría          |
| ------------------ | ------------------ | ------------------ | ------------------ |
| 1995               | San Galo (Suiza)   | Medalla de bronce  | Por equipos        |